# Эйснер, Курт
Курт Э́йснер (нем. Kurt Eisner, 14 мая 1867, Берлин — 21 февраля 1919, Мюнхен) — немецкий левый политический деятель и журналист, участник Ноябрьской революции, первый министр-председатель Народного государства Бавария. Был убит в Мюнхене 21 февраля 1919 года.

## Биография
Эйснер родился в Пруссии в еврейской семье, его родителями были текстильный фабрикант Эмануэль Эйснер и его супруга Хедвиг Левенштайн. Став журналистом, работал в «Frankfurter Zeitung».
Эйснер принадлежал к марксистам-ревизионистам, последователям Эдуарда Бернштейна, и, как и Бернштейн, сочетал правый ревизионизм с ультралевой фразеологией и многими ультралевыми идеями. В 1898 году он вступил в Социал-демократическую партию Германии, в 1900 году после смерти Вильгельма Либкнехта стал главным редактором партийной газеты «Форвертс» (до 1905 года). Позднее был главным редактором «Münchner Post» и издавал собственную газету «Arbeiter-Feuilleton». После начала Первой мировой войны Эйснер, в отличие от большинства СДПГ, занял пацифистскую позицию, участвовал в антивоенной Бернской конференции социалистов. В 1917 году он вступил в отколовшуюся от СДПГ Независимую социал-демократическую партию Германии. В следующем году он организовал забастовку на одном из военных предприятий, за что был обвинён в государственной измене и ненадолго арестован.
7 ноября 1918 года, в ходе начавшейся Ноябрьской революции, Эйснер совместно с лидером революционного крыла Баварского крестьянского союза Людвигом Гандорфером возглавил начавшиеся в Мюнхене массовые демонстрации против монархии Виттельсбахов. В ночь на 8 ноября на заседании Мюнхенского совета рабочих и солдатских депутатов он объявил короля Людвига III низложенным, а Баварию — социалистической республикой. 8 ноября Советом было сформировано временное правительство, в котором Эйснер стал премьер-министром и министром иностранных дел. С самого начала он заявил, что его программа в корне отличается от программы большевиков и гарантирует защиту частной собственности.
На выборах в ландтаг, прошедших 12 января 1919 года, Независимая социал-демократическая партия Германии получила 2,53 % голосов и 3 места, что означало отставку правительства. Когда 21 февраля 1919 года Эйснер направлялся в ландтаг Баварии, чтобы официально сложить полномочия, он был застрелен монархистом графом Антоном фон Арко-Валли. Правые круги, к которым принадлежал граф, ненавидели Эйснера не только потому, что тот несколько недель занимал свой пост, как оказалось, вопреки воле большинства избирателей и был пруссаком, евреем из Берлина и пацифистом. Основной виной Эйснера в их глазах были выступление на социалистическом конгрессе в Берне с рассказом о развязывании Германией Первой мировой войны и публикация в подтверждение этого тезиса выдержек из баварских документов, в которых руководство Германии представало в невыгодном свете, причём Эйснер опустил важные пассажи, что вызвало подозрение в манипуляции и у людей с умеренными политическими взглядами. Последовавшие за убийством Эйснера волнения привели к установлению Баварской советской республики.
Племянник — известный британский биохимик Эрнст Чейн.